# 일라이자 두슈쿠
일라이자 퍼트리샤 두슈쿠(영어: Eliza Patricia Dushku, 1980년 12월 30일 ~ )는 미국의 배우이다. 알바니아 코르처 태생인 아버지와 잉글랜드, 덴마크 혈통을 가진 어머니 사이에서 태어났다. 2017년 CBS 드라마 《불》 촬영장에서 주인공 제이슨 불 역을 맡은 마이클 웨덜리가 부적절한 성희롱을 반복하자 제작자들에게 이 문제를 해결해달라고 요청했다가 해고 당했으며 이후 연예계 활동을 중단하였다. 후에 CBS는 두슈쿠에게 보상금을 지불하였다.

## 출연 작품

### 영화
- 이 소년의 삶 (1993)
- 트루 라이즈 (1994)
- 바이 바이 러브 (1995)
- 브링 잇 온 (2000)
- 제이 앤 사일런트 밥 (2001)
- 소울 서바이버 (2001)
- 뉴 가이 (2002)
- 시티 바이 더 씨 (2002)
- 데드 캠프 (2003)
- 와인 미라클 (2008)
- 알파벳 킬러 (2008)
- 오픈 그래이브스 (2009)
- 배트맨: 이어 원 (2011) - 애니메이션
- 엘로이즈 (2016)

### 텔레비전
- 뱀파이어 해결사 (1998-2003)
- 엔젤 (2000-03)
- 킹 오브 더 힐 (2002) - 애니메이션
- 펑크드 (2003) - 본인
- 트루 콜링 (2003-05)
- 요절복통 70쇼 (2005)
- 어글리 베티 (2007)
- 돌하우스 (2009-10)
- 빅뱅 이론 (2010)
- 루폴의 드래그 레이스 (2010) - 객원 심사위원
- 화이트 칼라 (2011)
- 더 클리브랜드 쇼 (2011) - 애니메이션
- 얼티밋 스파이더맨 (2015) - 애니메이션
- 밴시 (2016)
- 불 (2017)